# Hymenodontopsis stresemannii
Hymenodontopsis stresemannii är en bladmossart som beskrevs av Theodor Carl Karl Julius Herzog 1916. Hymenodontopsis stresemannii ingår i släktet Hymenodontopsis och familjen Rhizogoniaceae. Inga underarter finns listade i Catalogue of Life.